# Paratrochosina insolita
Paratrochosina insolita là một loài nhện trong họ Lycosidae.
Loài này thuộc chi Paratrochosina. Paratrochosina insolita được Ludwig Carl Christian Koch miêu tả năm 1879.